# Liniers, Vienne

Liniers este o comună în departamentul Vienne, Franța. În 2009 avea o populație de 517 de locuitori.